# Monochaetum vestitum
Monochaetum vestitum är en tvåhjärtbladig växtart som beskrevs av Almeda, Al. Rodr. och Garita. Monochaetum vestitum ingår i släktet Monochaetum och familjen Melastomataceae. Inga underarter finns listade i Catalogue of Life.